# 大洋疣鱗魨
大洋疣鱗魨為輻鰭魚綱魨形目鱗魨亞目鱗魨科的其中一種，為熱帶海水魚，分布於西大西洋區，從加拿大至南美洲北部；東大西洋區的聖赫勒拿島、聖多美、亞森松島、維德角群島等海域，棲息深度5-60公尺，本魚體呈橢圓形且側扁，背鰭和臀鰭為三角形狀且高，邊緣弧狀，尾鰭邊緣有雙凹痕, 灰褐色在胸鰭基底鰭具有一個大的深褐色斑點，背鰭硬棘3枚、背鰭軟條25-28枚、臀鰭軟條23-25枚，體長可達65公分，棲息在馬尾藻生長的岩石水域，成群或單獨活動，以包括軟珊瑚、水螅、浮游動物、小蝦和螃蟹、底棲腹足動物和雙殼類、水母、海星、海參和海膽為食，生活習性不明，可做為食用魚、遊釣魚及觀賞魚。

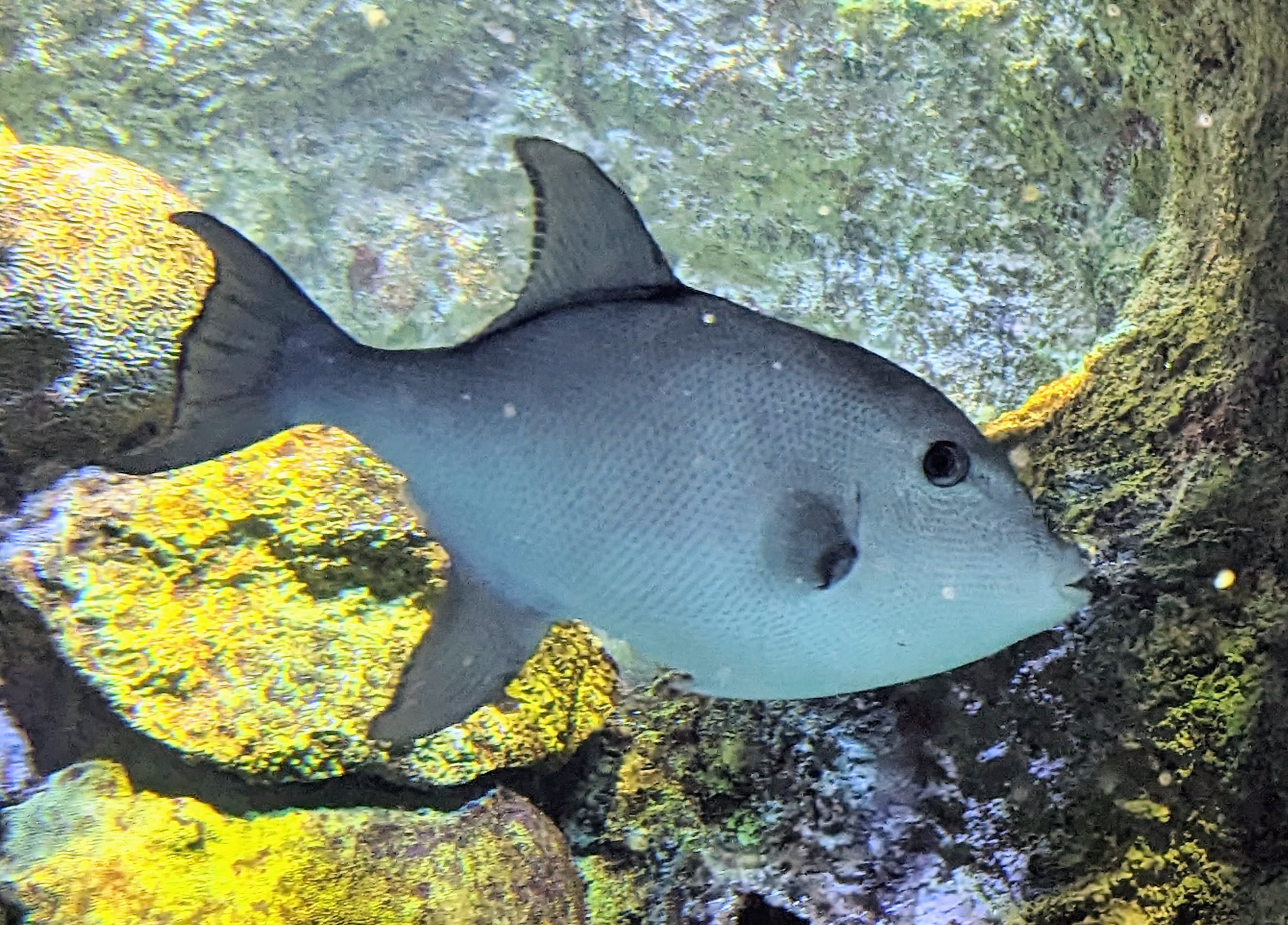
An ocean triggerfish, Canthidermis sufflamen, on display at the New England Aquarium in October 2023. Note the distinguishing black mark at the base of the pectoral fin.